# 山下祐樹
山下祐樹（1981年7月15日—），前ラムジ成员主唱。

## 經歷
生於福岡縣北九州市，畢業於埼玉縣立熊谷高等学校。後畢業於明治大学經濟學系。曾獲得德国的文艺奖，提高了在文坛的知名度。
他常在杂志上刊發表随笔式的文章，同時也負責編輯時尚手冊。由於設計重視環境元素，在年輕人中很受歡迎。他也為葡萄酒做過廣告。台湾女演员的熟人，因此也活动於平面模特界。2007年，他作为观光协会的成员，推荐了賴雅妍台湾的日本观光亲善大使。作品《诗篇》，《月虹》，《Alternative》等。